# (6615) Plutarchos
(6615) Plutarchos  es un asteroide perteneciente al cinturón de asteroides, descubierto el 17 de octubre de 1960 por Cornelis Johannes van Houten, Ingrid van Houten-Groeneveld y Tom Gehrels desde el Observatorio de Palomar, en Estados Unidos.

## Designación y nombre
Plutarchos se designó inicialmente como 9512 P-L.
Más adelante fue nombrado en honor al historiador grecorromano Plutarco (c. 50-120).

## Características orbitales
Plutarchos orbita a una distancia media del Sol de 2,1695 ua, pudiendo acercarse hasta 1,8950 ua y alejarse hasta 2,4439 ua. Tiene una excentricidad de 0,1264 y una inclinación orbital de 1,7970° grados. Emplea en completar una órbita alrededor del Sol 1167 días.

## Características físicas
Su magnitud absoluta es 14,7. Tiene 3,139 km de diámetro. Su albedo se estima en 0,412. El valor de su periodo de rotación es de 2,3247 h.